# Circ de Marcadau

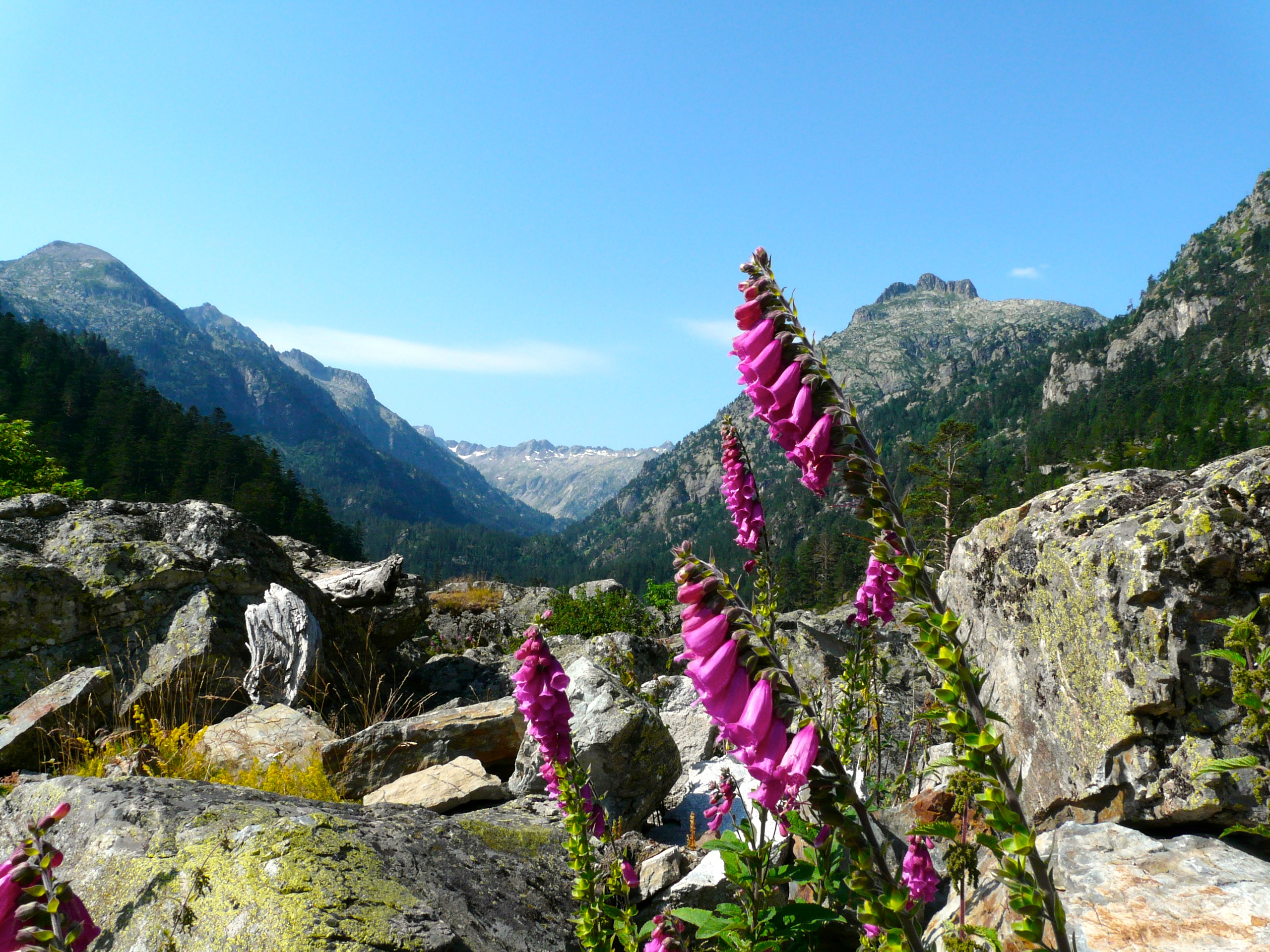
Vall de Marcadau

El circ de Marcadau, on comença la vall de Marcadau, és un circ glacial situat al vessant nord del Pirineu. Pertany al municipi occità de Cauterets del departament francès Alts Pirineus, el qual fa frontera amb el municipi aragonès de Panticosa. La vall està orientada de sud-oest a nord-est en la confluència dels barrancs provinents del Coll de la Facha, del Port de Marcadau i del llac d'Arratille. Està inclòs en el Parc Nacional dels Pirineus. Té un accés fàcil des del sud pel Pont d'Espanya, des d'on s'arriba al circ en unes dues hores i mitja. A l'hivern hi ha pistes d'esquí de fons.
El nom de Marcadau és gascó i significa Plaça de mercat, ja que el punt d'accés del Port de Marcadau constituïa un lloc d'intercanvi comercial entre els dos vessants del Pirineu i també de pastura de les vaques.
Al centre del circ hi ha el refugi anomenat Wallon-Marcadau a 1.865 m, amb 115 places obert aproximadament entre mitjans de maig i primers d'octubre. Des del refugi es pot anar als llacs de Cambalèts o llacs de Pourtet.
Els pics de Marcadau (amb la Muga nord de 2.676 m i la Muga sud a 2.727 m) envolten el circ. A la zona es troben els conjunt de llacs de la vall del Marcadau subdividits entre les zones lacustres de Cambalès, Embarrat i Arratille tots els llacs estan a més de 2000 m d'altitud.